# Wyandanch
Wyandanch (* 1571 auf Long Island in New York; † 1659 auf Long Island) war ein Sachem der Montaukett, einem Indianerstamm, der im 17. Jahrhundert an der Ostspitze von Long Island lebte. Wyandanch wurde besonders durch seine Freundschaft zum englischen Offizier und Siedler Lion Gardiner bekannt.

## Biografie
Wyandanch wurde um 1571 in eine Familie geboren, die einer anerkannten Häuptlings-Lineage der Montaukett angehörte. Erste Informationen über Wyandanch kommen aus Lion Gardiners Bericht über den Pequot-Krieg (1636–1637): Relation of the Pequot Warres, den er allerdings erst 1660 schrieb.
Die Pequot waren einer der mächtigsten Stämme an der Südküste Neuenglands und hatten die Montaukett und andere Stämme Long Islands unterworfen und gezwungen, ihnen Tribut in Form von Wampum zu zahlen. Der wachsende Bedarf an Wampum und dessen Wertsteigerung zwang die Montakett, ihre saisonalen Wanderungen aufzugeben und sich fast völlig auf das Sammeln und die Herstellung der Muschelperlen zu konzentrieren. In jedem Jahr mussten sie nun Kanu-Ladungen von Wampum über den Sund als Tribut an die Pequot liefern.
Nach dem Pequot-Kriegs 1637, der mit einer vernichtenden Niederlage der Pequot endete, fuhr Sachem Wyandanch mit dem Kanu über den Sund nach Fort Saybrook in Connecticut, um den Kommandanten des Forts, Leutnant Gardiner, zu treffen. Er wollte mit ihm über Handelsbeziehungen zwischen den Engländern und seinem Volk sprechen, nachdem der gemeinsame Feind besiegt war. Wyandanch versprach Gardiner, den Engländern ähnliche Tributzahlungen in Wampum wie vorher den Pequot zu leisten. Damit begann eine Freundschaft zwischen dem englischen Offizier und dem Sachem der Montaukett, die bis zum Tod Wyandanchs halten sollte.
Im Mai 1639 endete Gardiners Dienstzeit in Connecticut. Zuvor hatte er Wyandanch in seinem Dorf auf Long Island besucht und von den Montaukett die Insel Manchonake erworben, die später Gardiners Island genannt wurde. Die Insel hat eine Größe von rund 13 km² und der Kaufpreis bestand aus einigen Decken, einem Gewehr, Pulver und einem großen schwarzen Hund. Es ist zu vermuten, dass Wyandanch die Insel auch aus Dankbarkeit für die Vernichtung ihrer Feinde an Gardiner abgab.

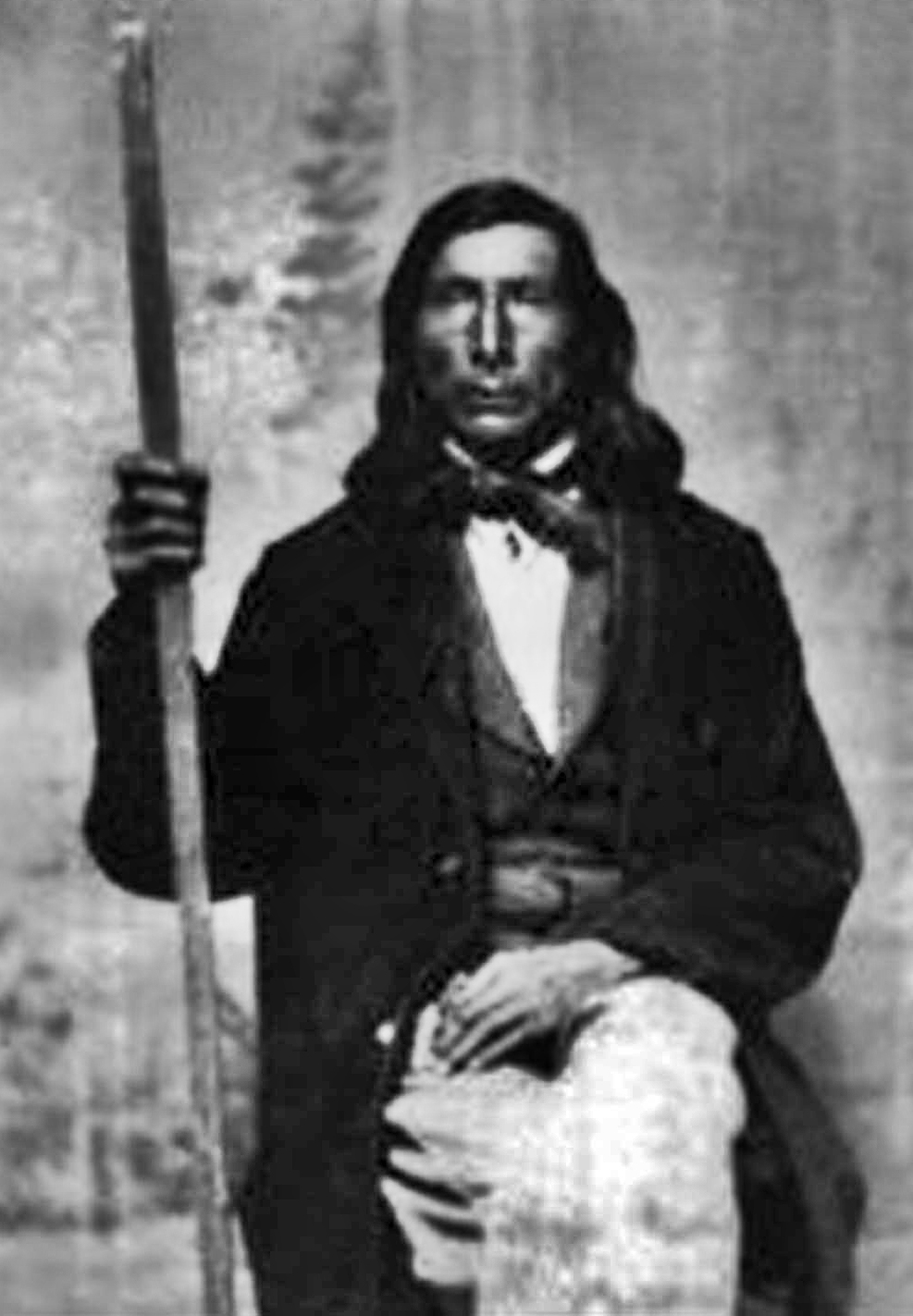
Stephen Talkhouse war ein Nachkomme Wyandanchs und lebte im 19. Jahrhundert

1642 besuchte Sachem Miantonomo der Narraganset, begleitet von 100 Kriegern, die Montaukett auf Long Island. Er wollte Wyandanch für ein Bündnis gegen die Engländer gewinnen. Wyandanch lehnte eine Teilnahme ab und warnte seinen Freund Gardiner, der den Magistrat von Connecticut alarmierte. Der Aufstand wurde von den Kolonisten im Keim unterdrückt, bevor er begonnen hatte. Die Nachricht vom Verrat der Montaukett verbreitete sich in Windeseile und hatte die zeitweise Isolation des Stammes zur Folge.
1653 überquerten Narraganset-Krieger den Long Island Sund und überfielen das Dorf der Montaukett. Der Ort der Schlacht, in der mehr als 30 Montaukett getötet wurden, liegt in der Nähe von Montauk Manor und trägt heute den Namen Massacre Valley (Tal des Massakers). Doch der Kriegszug verärgerte die Engländer, die 1640 an der Südküste in Southampton gesiedelt hatten. Sie drohten den Narraganset mit Krieg und so zogen sich diese wieder über den Sund zurück, nicht ohne eine Anzahl von Gefangenen mitzunehmen. Unter ihnen war auch Wyandanchs Tochter. Gardiner fuhr nach Rhode Island, um das Mädchen gegen ein Lösegeld zu befreien. Aus Dankbarkeit übergab der Sachem ein weiteres großes Stück Land an Gardiner, auf dem heute die Stadt Smithtown steht. Eine Serie von Pockenepidemien in den späten 1650er Jahren suchte die Montaukett derart heim, dass schließlich nur ein Drittel des Stammes überlebte.
Wyandanch starb im Jahr 1659 und hinterließ einen 19-jährigen Sohn namens Wyankanbone, dessen Vormund Lion Gardiner wurde. Die Ursache seines Todes ist bis heute ungeklärt. Gerüchten zufolge soll er vergiftet worden sein, weil er das gesamte Stammesland an die Engländer verkauft hatte. Allerdings starben im gleichen Jahr Hunderte von Montaukett an Pocken.
Der Ort Wyandanch im Bundesstaat New York wurde nach ihm benannt.